# De Stiel
Uitgeverij De Stiel is sinds 1980 een non-profit uitgeverij in de Nederlandse stad Nijmegen.
De Stiel heeft een fondslijst met voornamelijk kleine uitgaven: gedichten- en liedbundels, bibliofiele uitgaven, boeken over poëzie, houtdraaikunst, gezondheidszorg en politiek. Bij De Stiel verschenen verder drie bundels met gedichten van mensen met een verstandelijke handicap en een didactische methode voor taalvorming en persoonlijke ontwikkeling bij verstandelijk gehandicapten door middel van poëzie. Daarnaast gaf De Stiel van schrijfster Annet Hogenhout en meervoudig gehandicapt tekenaar Gerard van Weijenburg een reeks Olaf-boeken uit: verhalen voor volwassen verstandelijk gehandicapten over de eigen leefwereld.
Auteurs uit het fonds van De Stiel zijn onder anderen Drs. P, Pé Hawinkels, Cees van der Pluijm en Toine van Teeffelen.